# Factor d'estiba
El factor d'estiba (també anomenat coeficient d'estiba) es defineix com la relació entre el volum ocupat i el pes d'una determinada càrrega. En termes teòrics és la inversa del pes específic d'una mercaderia, però aquest factor inclou la pèrdua d'espai entre paquet i paquet per a càrregues generals o entre granel i gra per granels; per això, el factor d'estiba té un valor més gran que la xifra de la inversa del pes específic de la mercaderia.
El factor d'estiba d'un producte varia en funció de múltiples variables. Per exemple, en cereals, varia en funció del contingut d'humitat, de la procedència o la varietat vegetal de què es tracti, de si va en fardells o bales (fardells de cotó o llana) i de les característiques de cada màquina enfardelladora.
{\displaystyle F_{e}=Volum/Pes}
o bé
{\displaystyle F_{e}={\frac {V}{P}}}

El factor d'estiba permet calcular el pes d'una mercaderia emmagatzemada (o transportada) en un contenidor, tanc o celler de volum conegut.

## En transport marítim
En transport marítim el concepte de factor d'estiba cobra especial rellevància per la següent equivalència: una tona d'aigua dolça ocupa un metre cúbic de volum. Dit d'una altra manera, el factor d'estiba de l'aigua dolça és:
{\displaystyle 1{\frac {m^{3}}{t}}} o aprox. {\displaystyle 36{\frac {p^{3}}{LTon}}}
Segons s'utilitzi el sistema mètric decimal o el sistema anglès es tindrà el {\displaystyle Fe}
en metres cúbics per tona mètrica o peus cúbics per tona anglesa.
Atès que els nòlits marítims es calculen per pes o volum segons el que resulti més, l'equivalència descrita més amunt serveix de referència per considerar si una càrrega es tarifa per pes o per volum.
Tota càrrega que el factor d'estiba sigui superior a 1 o 36 (en el sistema mètric o anglès, respectivament) es considera càrrega de volum, ja que necessita un volum més gran del que ocuparia el seu pes en aigua.

### Factor d'estiba ideal
Es denomina factor d'estiba ideal per a una determinada embarcació el factor d'estiba que hauria de tenir una mercaderia ideal que aconseguís completar la totalitat dels espais de càrrega fent que el buc abastés al seu torn el seu calat màxim.
{\displaystyle FEI=VTC/PN}
On:
- FEI = Factor d'estiba ideal.
- VTC = Volum total dels espais de càrrega.
- PN = Port net de l'embarcació

## En transport aeri
En transport aeri s'utilitza el coeficient d'estiba aèria o coeficient d'estiba IATA, que fa que 6.000cm³ de volum d'una mercaderia equivalguin a 1 kg de l'anomenat «pes de volum», Pv.
{\displaystyle P_{v}={\frac {a*b*c}{6.000}}}
On a és la longitud màxima exterior del paquet en cm; b és l'amplada màxima exterior del paquet en cm; i c és l'altura màxima exterior de l'embalum, en cm.
Quan una mercaderia arriba a l'aeroport es pesa en la bàscula i s'obté el seu «pes bàscula», o pes real. D'altra banda, es cubica i es divideix pel coeficient IATA, amb el qual s'obté el seu «pes de volum». Es comparen els dos i el més gran es converteix en «pes tarifari», que és al qual s'apliquen les tarifes. Així, el «pes tarifari» està relacionat amb la naturalesa pesada o lleugera de la càrrega, i s'obtenen nòlits raonablement més baixos per mercaderia lleugera.